# Flavio Gioja
Flavio Gioia, que l'on dit natif de Positano près d'Amalfi est un navigateur italien de la fin du XIIIe siècle. 
Il passe pour avoir inventé la boussole en Europe en 1300 ou 1302 mais il n'en a en fait qu'uniquement fixé l'aiguille aimantée sur le pivot. 
Il s'agit ainsi, en réalité, d'une légende, due à de mauvaises lectures de textes et à divers quiproquos.

## Un mythe
L'historien de la marine française Charles de La Roncière explique  que l'usage de la boussole était déjà courant en Europe du Nord depuis bien avant le XIVe siècle. Une erreur de transcription d'un texte latin écrit en 1540 attribua l'invention de la boussole à son copiste, Flavio Biondo, devenu dans un document ultérieur Flavio quodam, puis Flavio Gioja, et même, au XVIIe siècle, Jean Goya d'Amalfi... La Roncière conclut : « Flavio Gioja est un  mythe, la date et le lieu de l'invention sont controuvés ».